# Ligne de tramway 33/35
La ligne 33/35 est une ancienne ligne du tramway du Centre de la Société nationale des chemins de fer vicinaux (SNCV) qui reliait en boucle Manage par La Louvière et La Croyère.

## Histoire
État au 1er janvier 1950 : 33/35 Manage Gare - Manage Gare (ligne en boucle).

### Monographies
- Association ferroviaire des cheminots de Charleroi (AFCC) et Patrimoine ferroviaire et tourisme (PFT), Les tramways vicinaux de Charleroi et du Centre, Éditions Patrimoine ferroviaire et tourisme, 1996, 229 p.